# Iglesia de San Andrés (Saint-André-de-Bâgé)
La iglesia de San Andrés de Saint-André-de-Bâgé (en francés: église Saint-André de Saint-André-de-Bâgé) es una pequeña iglesia románica de Francia, localizada en la comuna de Saint-André-de-Bâgé —a la que da nombre— en el departamento de Ain.
La iglesia ha sido objeto de una clasificación como monumento histórico por la lista de 1840.

## Galería de imágenes

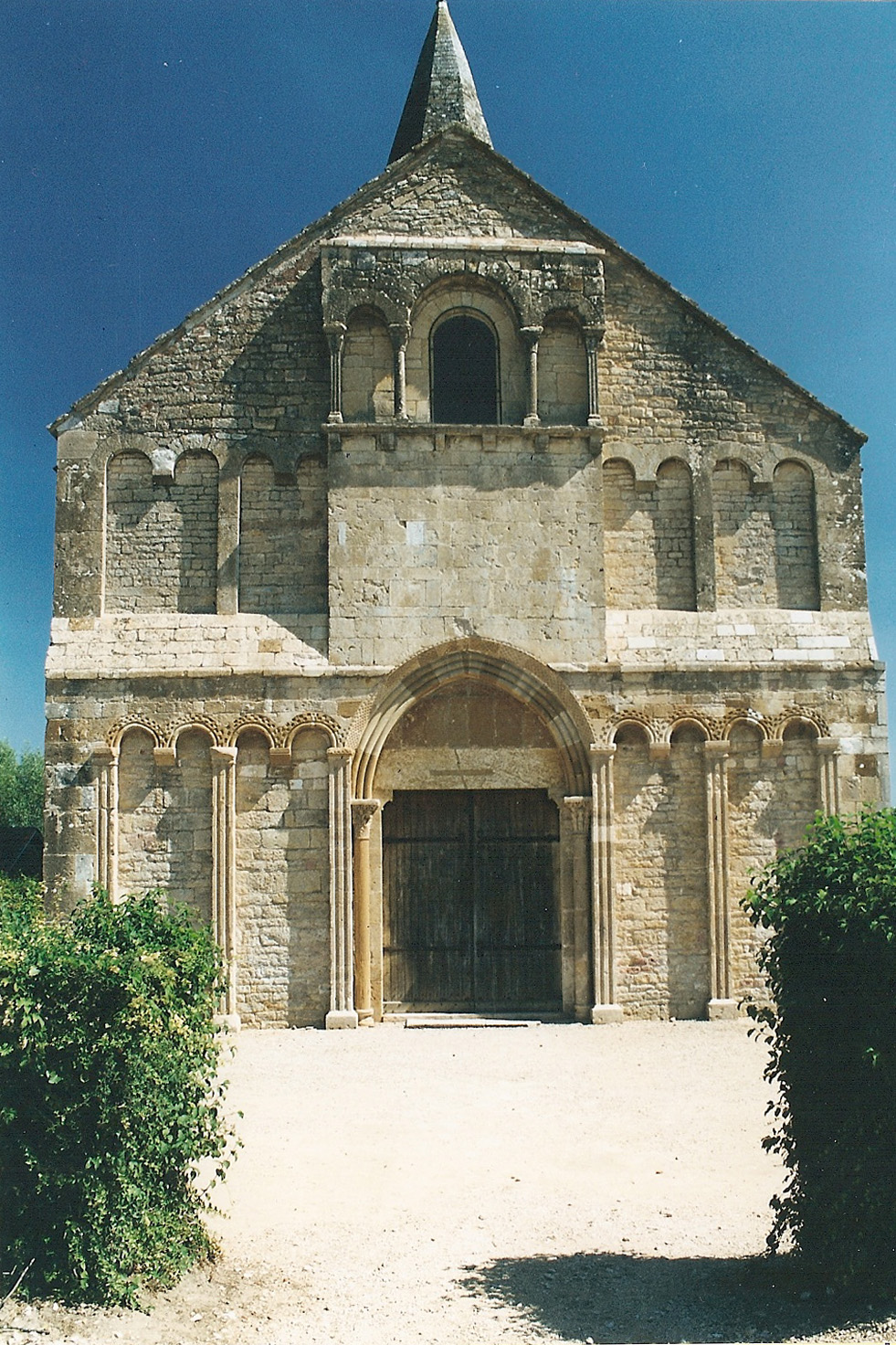
fachada de la iglesia
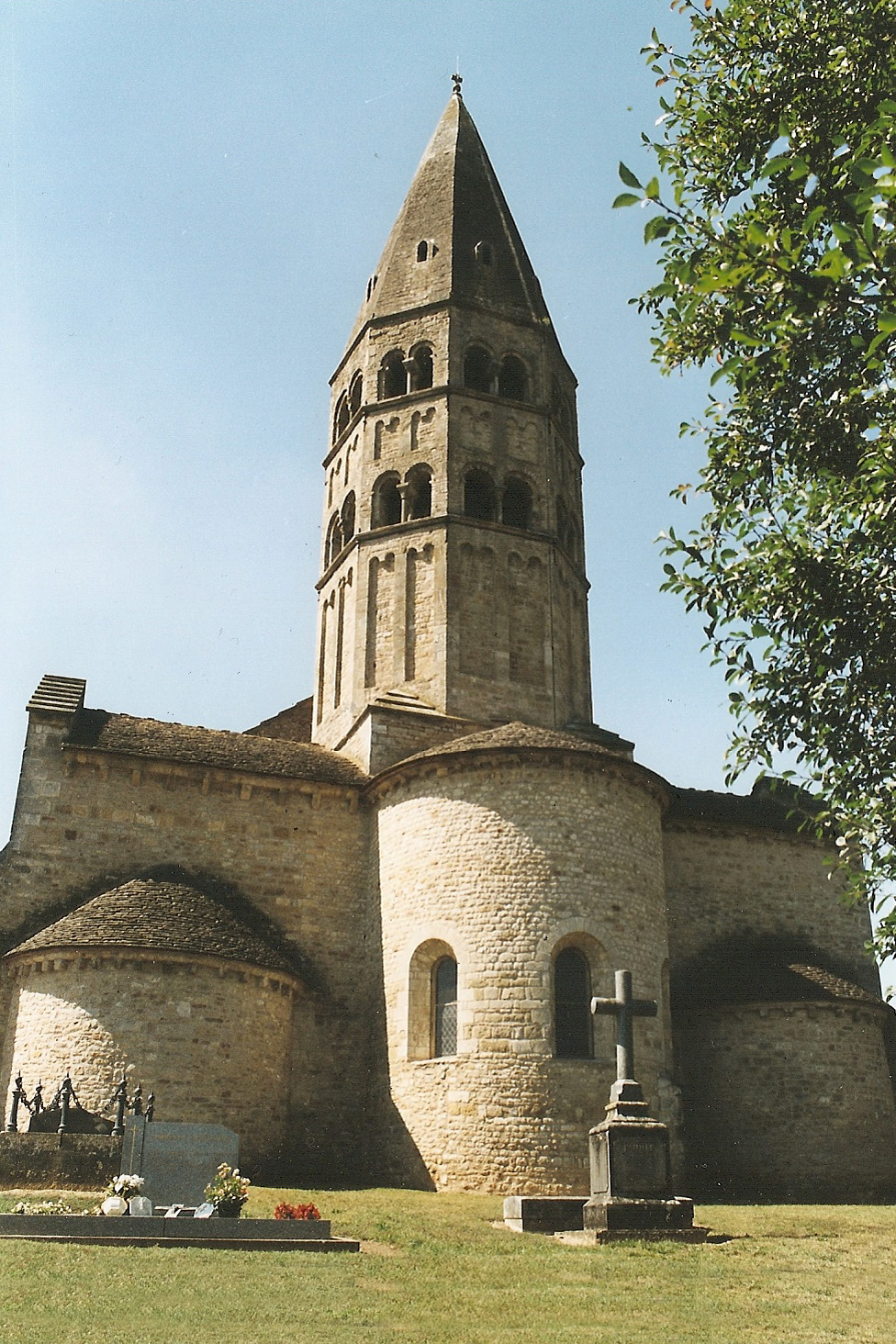
Vista trasera
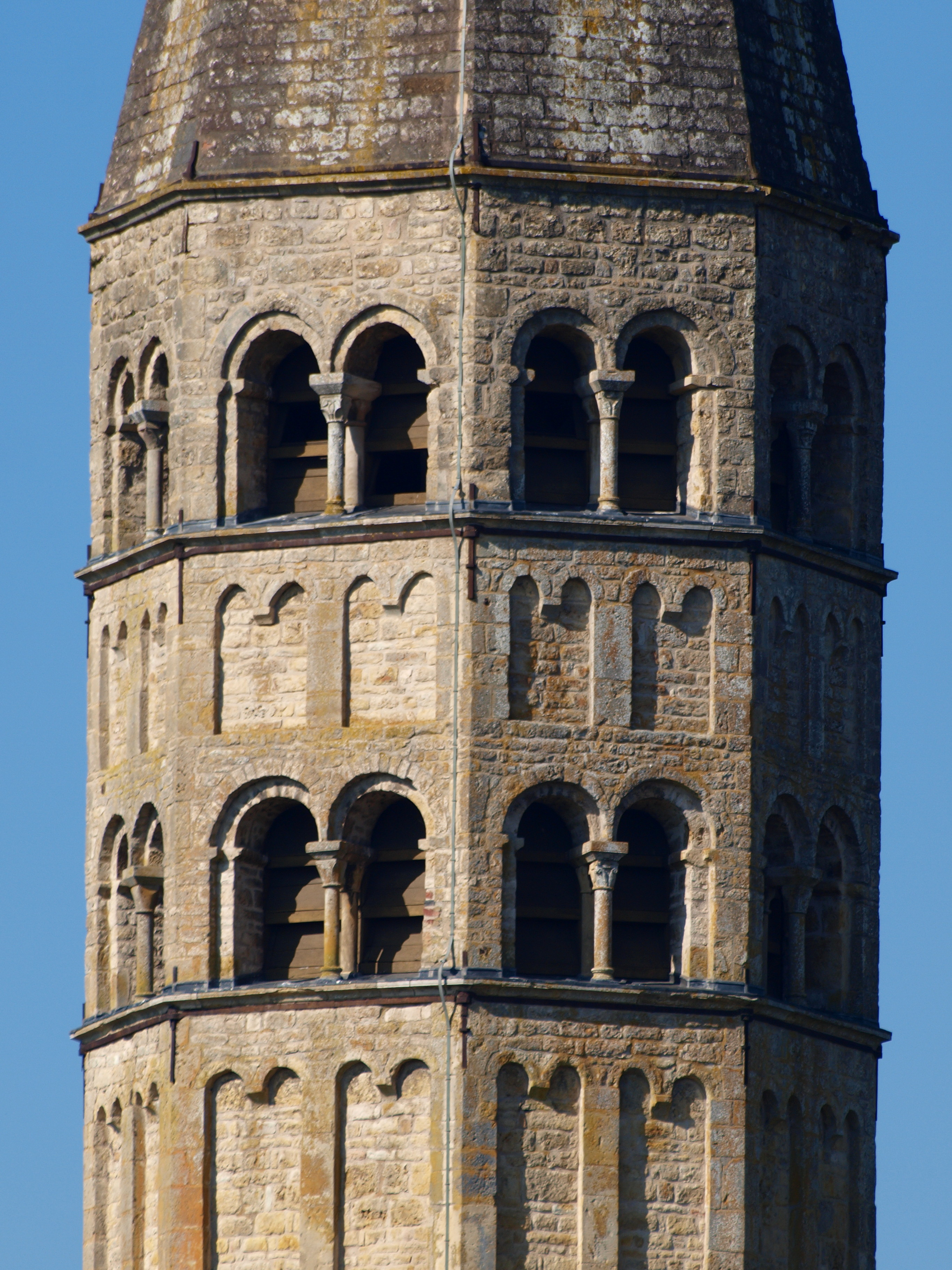
Detalle del campanario
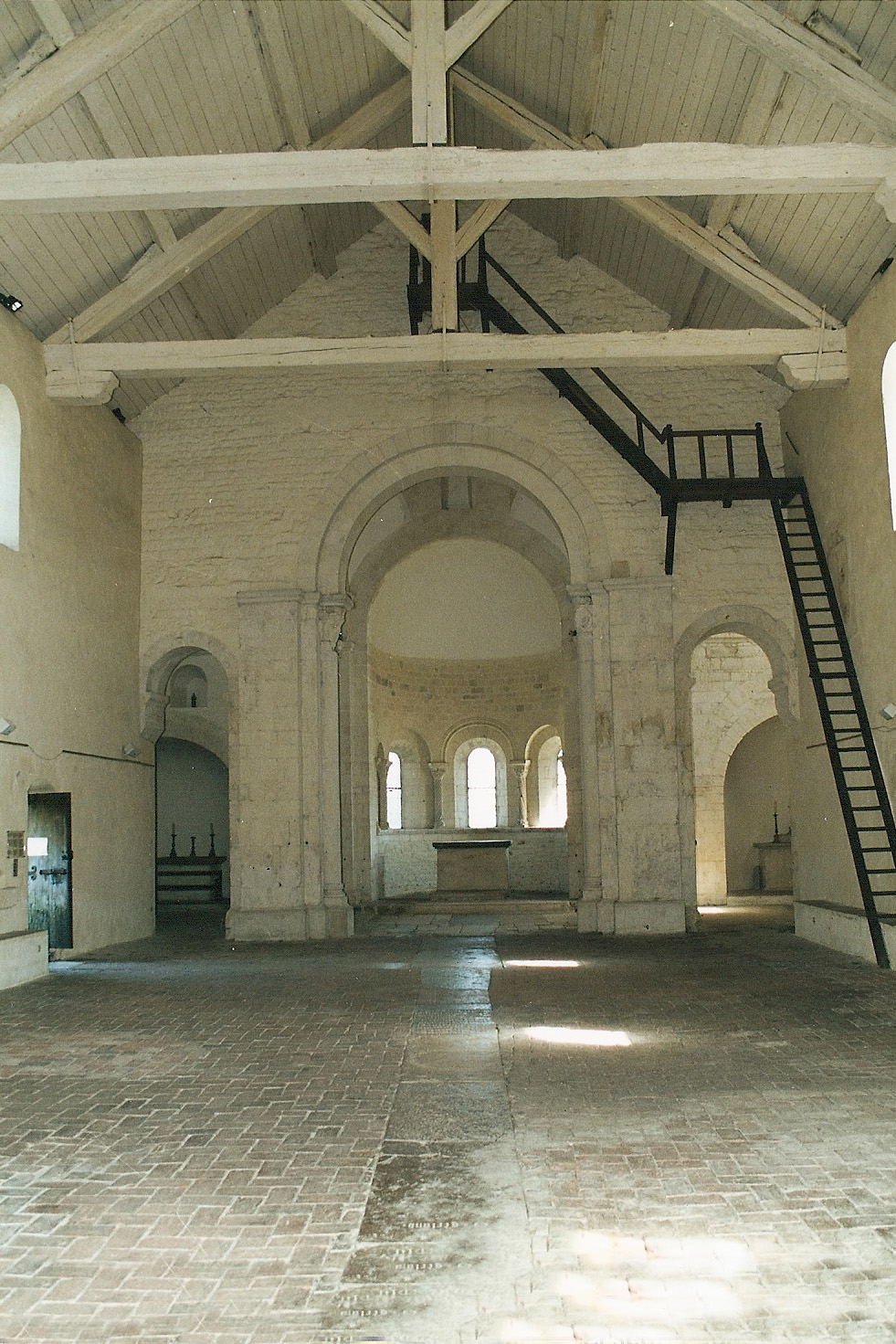
Vista interior
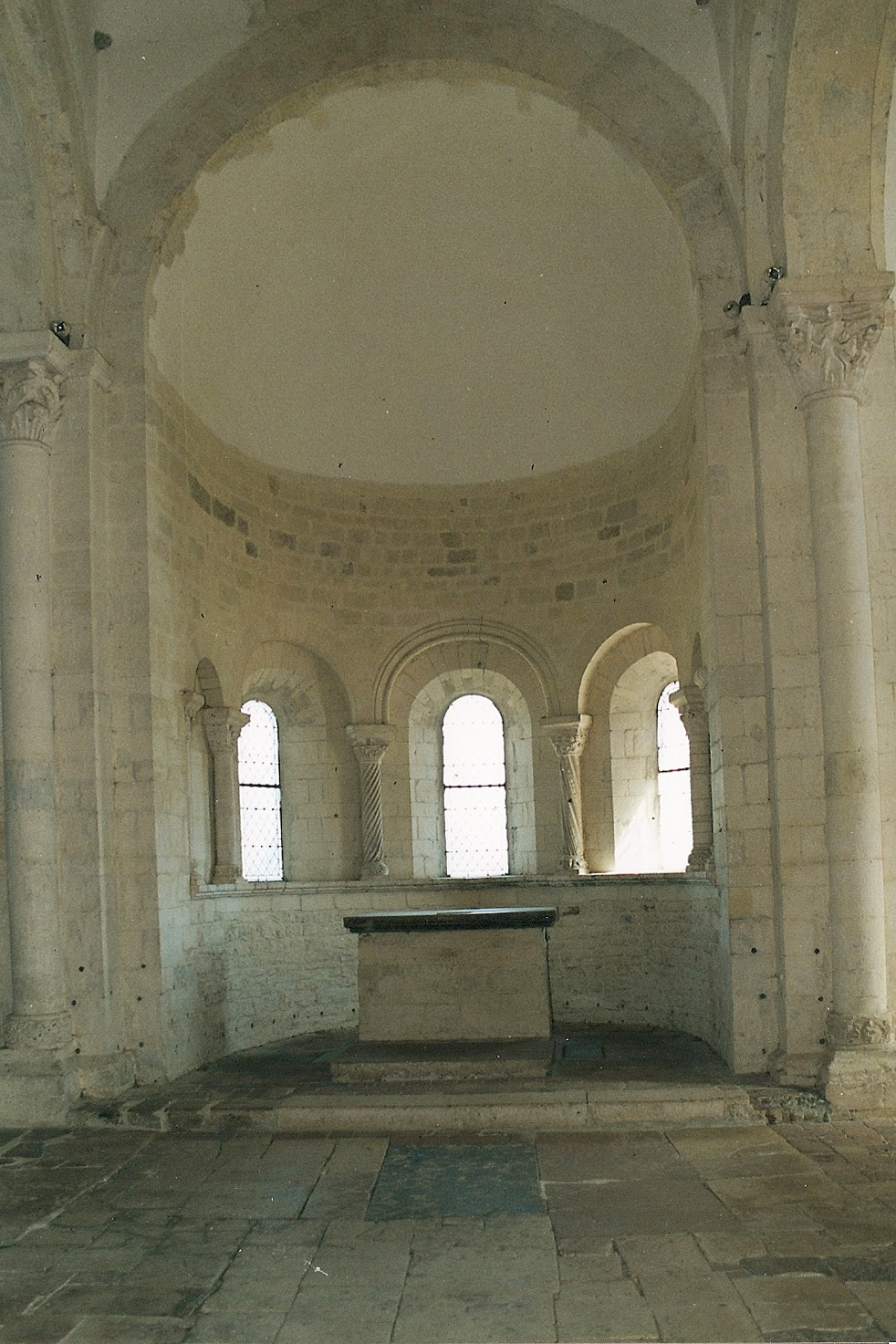
Interior del ábside